# معاملة المثليين في غينيا
يواجه الأشخاص من المثليين والمثليات ومزدوجي التوجه الجنسي والمتحولين جنسياً (اختصاراً: LGBT) في غينيا تحديات قانونية واجتماعية لا يواجهها غيرهم من المغايرين جنسيا. يعتبر النشاط الجنسي بين الرجال وبين النساء غير قانوني في غينيا، ويواجه الأشخاص من مجتمع المثليين وصمة عار بين السكان. كما أن المنازل التي يعيش فيها الشركاء المثليون غير مؤهلة للحصول على نفس الحماية القانونية المتاحة للأزواج المغايرين، مع وجود عدة تقارير تتحدث عن مستوى عالي من التمييز والانتهاكات ضد مجتمع المثليين.

## قانونية النشاط الجنسي المثلي
ينص قانون العقوبات الغيني على ما يلي.
- المادة 325

أي فعل غير لائق أو عمل ضد الطبيعة يرتكب مع فرد من نفس الجنس يعاقب بالسجن لمدة تتراوح بين 6 أشهر 3 سنوات وبغرامة تتراوح بين 100000 و 1000000 فرنك غيني. إذا تم ارتكاب الفعل مع قاصر دون سن 21 عامًا، فيجب إعلان الحد الأقصى للعقوبة. إذا تم تنفيذ الفعل أو الشروع في العنف أو محاولة العنف، فسيتم الحكم على الشخص المذنب بالسجن لمدة تتراوح بين 5 و10 سنوات.
- المادة 326.

يُعرَّف الفحش العام بأنه أي فعل مقصود يرتكب علانية ومن المحتمل أن يسيء إلى اللطف والمشاعر الأخلاقية لمن شهدوه غير متعمدين.
- المادة 327.

يعاقب أي شخص ارتكب مخالفات علنية بالسجن لمدة تتراوح بين ثلاثة أشهر وسنتين وغرامة تتراوح بين 50.000 و 450.000 فرنك غيني أو ببساطة عن طريق إحدى هاتين العقوبتين.

عندما ترتكب مجموعة من الأفراد فحشا غير لائق، ستضاعف العقوبات الموصوفة في الفقرة الأولى من المادة الحالية.

## الاعتراف القانوني بالعلاقات المثلية
لا يوجد اعتراف قانوني بالعلاقات المثلية في غينيا.

## التبني وتنظيم الأسرة
يعتبر الزوجان المتزوجين المغايران لمدة لا تقل عن 5 سنوات أو شخص غير متزوج لا يقل عمره عن 30 عامًا مؤهلين لتبني طفل غيني إذا كان هناك 15 عامًا على الأقل بين عمر الطفل وعمر الوالد المتبني. لا يجعل القانون الغيني العزاب المثليين على وجه التحديد غير مؤهلين للتبني.

## ظروف الحياة
وجد تقرير حقوق الإنسان الصادر عن وزارة الخارجية الأمريكية عام 2011،
كانت هناك محرمات اجتماعية ودينية وثقافية عميقة ضد السلوك المثلي. لم ترد أي تقارير رسمية أو غير حكومية عن التمييز ضد الأفراد على أساس توجههم الجنسي أو هويتهم الجندرية. ومع ذلك، أثناء افتتاح مكتب المفوض السامي لحقوق الإنسان في كوناكري في عام 2010، أعلن رئيس الوزراء اعتقاده بأن النشاط الجنسي المثلي بالتراضي خاطئ ويجب حظره بموجب القانون. وقال أيضًا إنه لا ينبغي اعتبار التوجه الجنسي حقًا أساسيًا من حقوق الإنسان. لم تكن هناك منظمات للمثليين.

## ملخص
| قانونية النشاط الجنسي المثلي                                                                  | (العقوبة: السجن لمدة تصل إلى 3 سنوات وغرامات تتراوح بين 100.000 و 1.000.000 فرنك غيني) |
| المساواة في السن القانوني للنشاط الجنسي                                                       | No                                                                                     |
| قوانين مكافحة التمييز في التوظيف                                                              | No                                                                                     |
| قوانين مكافحة التمييز في توفير السلع والخدمات                                                 | No                                                                                     |
| قوانين مكافحة التمييز في جميع المجالات الأخرى (تتضمن التمييز غير المباشر، خطاب الكراهية)      | No                                                                                     |
| قوانين مكافحة أشكال التمييز المعنية بالهوية الجندرية                                          | No                                                                                     |
| زواج المثليين                                                                                 | No                                                                                     |
| الاعتراف القانوني بالعلاقات المثلية                                                           | No                                                                                     |
| تبني أحد الشريكين للطفل البيولوجي للشريك الآخر                                                | No                                                                                     |
| التبني المشترك للأزواج المثليين                                                               | No                                                                                     |
| يسمح للمثليين والمثليات ومزدوجي التوجه الجنسي والمتحولين جنسيا بالخدمة علناً في القوات المسلحة | No                                                                                     |
| الحق بتغيير الجنس القانوني                                                                    | No                                                                                     |
| علاج التحويل محظور على القاصرين                                                               | No                                                                                     |
| الحصول على أطفال أنابيب للمثليات                                                              | No                                                                                     |
| الأمومة التلقائية للطفل بعد الولادة                                                           | No                                                                                     |
| تأجير الأرحام التجاري للأزواج المثليين من الذكور                                              | (غير قانوني للأزواج المغايرين كذلك)                                                    |
| السماح للرجال الذين مارسوا الجنس الشرجي التبرع بالدم                                          | No                                                                                     |